# Tyler Joseph
Tyler Robert Joseph (* 1. prosince 1988 Columbus, USA) je americký zpěvák, rapper a textař. Je znám především jako zpěvák a textař amerického hudebního dua Twenty One Pilots. Hraje na klavír, baskytaru a ukulele.

## Život
Narodil se Columbusu, v americkém státě Ohio. Vyrůstal spolu se svými dvěma bratry, Zackem (také zpěvák) a Jayem, a také sestrou Madison. Jeho matka Kelly byla učitelkou matematiky na Olentagly High School, poté se na této škole stala trenérkou basketbalu, a to v roce 2013. Jeho otec Chris byl taktéž trenérem, ale na Worthington Christian High School v letech 1996–2005, nyní je ředitelem této školy.
Poté, co Tyler viděl textařské představení na High Street club, odmítl basketbalové stipendium na vysokou školu, ve skříni našel staré klávesy (vánoční dárek od své matky) a začal se věnovat hudbě.

## Kariéra

### Twenty One Pilots

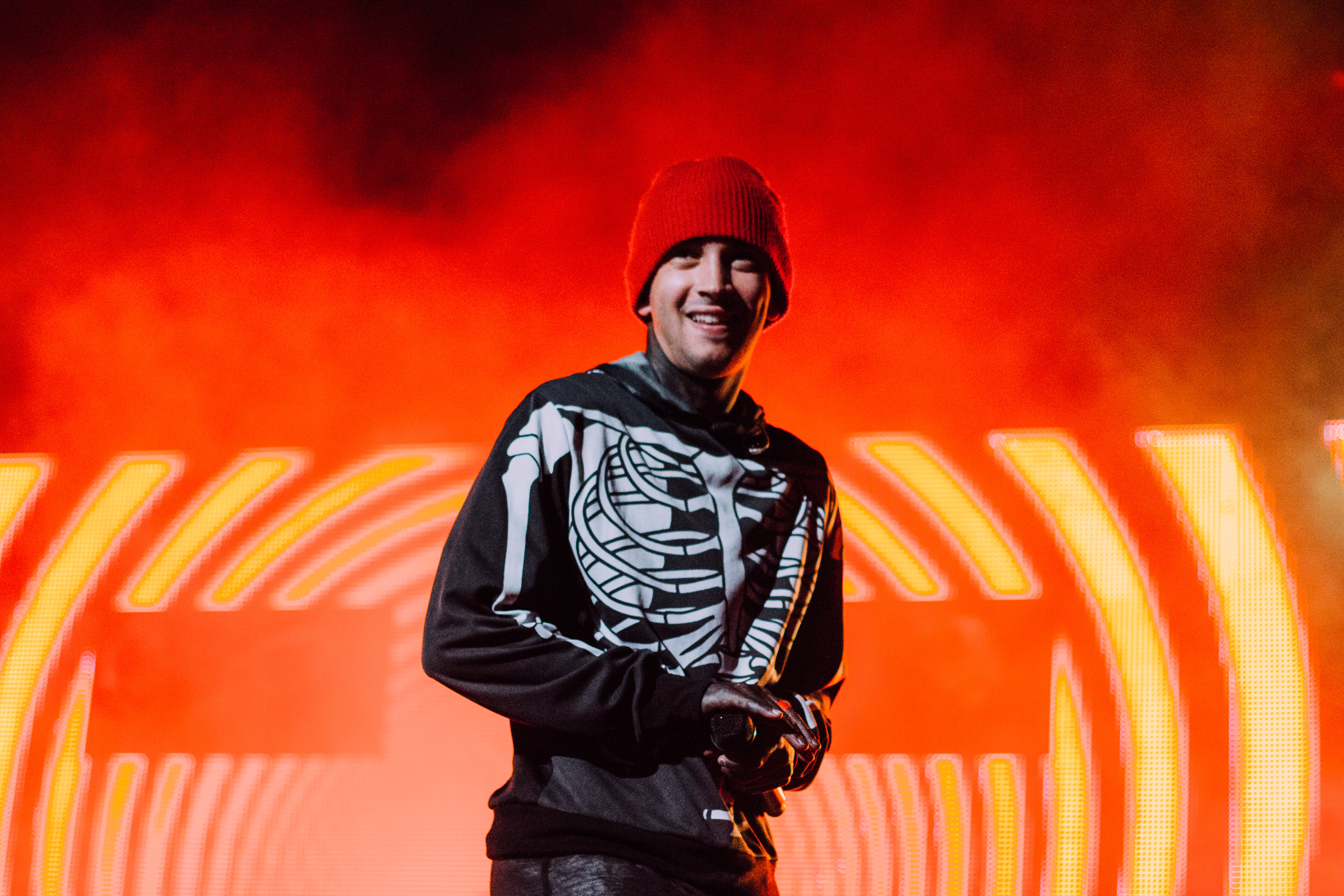
Tyler při Emotional Roadshow (2016)

Hudební skupina vznikla v roce 2009 spojením několika přátel ze střední školy. Původní skupina byla v sestavě Tyler Joseph, Nick Thomas a Chris Salih. Frontman Tyler pojmenoval skupinu podle knihy spisovatele Arthura Millera All My Sons, kde se hlavní postava vyrovnává s faktem, že zavinila smrt „jednadvaceti pilotů“.
V roce 2009 vydali své debutové album nazvané Twenty One Pilots a zahájili turné po Ohiu. V roce 2011 se ze skupiny rozhodli kvůli časovým důvodům odejít Nick i Chris, následně do skupiny přišel bubeník Josh Dun. Druhé album Twenty One Pilots s názvem Regional At Best vyšlo 8. června 2011 s již novými členy – Tylerem Josephem a Joshem Dunem. Skupina měla nabídky několika twenty one pilots nahrávacích společností, rozhodli se podepsat kontrakt s Atlantic Records (pod které spadá Fueled By Ramen).
Třetí album s názvem Vessel oficiálně vyšlo 8. ledna 2013. Singly z toho alba začaly být úspěšné v amerických rádiích. Holding Onto You se umístila na 11. místě v žebříčku Billboard Alternative Songs. Během jara 2013 byla skupina Twenty One Pilots předskokanem na turné skupiny Fall Out Boy k jejich novému albu.
Dne 19. května 2015 vydali nové album s názvem Blurryface.
5. února 2016 vystoupili ve vyprodané Lucerna Music Bar v Praze a 4. listopadu se do Prahy vrátili v rámci Emøtiønal Røadshøw, kde nejprve vyprodali pražský Forum Karlín, a proto se koncert přesunul do větší Tipsport Areny, kterou taktéž vyprodali během krátké chvíle. 
V roce 2017 oficiálně skončila Blurryface Era a nové album s názvem Trench vyšlo 5. října 2018. S tímto albem vystoupili 16. února 2019 v pražské O2 Aréně.
Jejich šesté studiové album s názvem Scaled and Icy vyšlo 21. května 2021.
Dne 24. května 2024 vyšlo nové album s názvem Clancy, se kterým v rámci "The Clancy World Tour" opět vystoupili v O2 Areně dne 12. dubna 2025.

## Osobní život
Tyler je křesťanem a jeho víra ovlivňuje texty, které píše. V mládí se vzdělával doma. 28. března 2015 se oženil s Jennou Blackovou. 7. září 2019 na festivalu Lollapallooza v Berlíně oznámili, že je Jenna těhotná a čekají spolu holčičku. V neděli 9. února 2020 se jim narodila Rosie Robert Joseph.
V září roku 2021 oznámili, že spolu čekají druhé dítě. Jejich druhá dcera Junie Belle Joseph se narodila 8. dubna 2022. 9. dubna 2024 se jim narodil syn Tommy Stryker Joseph.
Tylerova prababička z otcovy strany pochází z České republiky. 

## Diskografie

### Jako sólista
- No Phun Intended (2008)

### Twenty One Pilots
- Twenty One Pilots (2009)
- Regional at Best (2011)
- Vessel (2013)
- Blurryface (2015)
- Trench (2018)
- Scaled And Icy (2021)
- Clancy (2024)

## Ocenění
| Rok  | Ceremoniál                | Ocenění                            | Nominováno                               | Výsledek  |
| ---- | ------------------------- | ---------------------------------- | ---------------------------------------- | --------- |
| 2017 | 59th Annual Grammy Awards | Record of the Year                 | „Stressed Out“ (jako zpěvák a producent) | Nominován |
| 2017 | 59th Annual Grammy Awards | Best Pop Duo/Group Performance     | „Stressed Out“ (jako zpěvák)             | Výhra     |
| 2017 | 59th Annual Grammy Awards | Best Rock Performance              | „Heathens“ (jako zpěvák)                 | Nominován |
| 2017 | 59th Annual Grammy Awards | Best Song Written for Visual Media | „Heathens“ (jako autor)                  | Nominován |
| 2017 | 59th Annual Grammy Awards | Best Rock Song                     | „Heathens“ (jako autor)                  | Nominován |
| 2019 | 61st Annual Grammy Awards | Best Rock Song                     | „Jumpsuit“ (jako autor)                  | Nominován |